# Asamisimasa
Asamisimasa er et samtidsmusikkensemble fra Norge. Ensemblet blev formet i Oslo i 2001 og består i dag av musikerne Ellen Ugelvik (klaver/keyboards), Tanja Orning (cello), Kristine Tjøgersen (klarinett), Håkon Mørch Stene (percussion) og Anders Førisdal (guitar).

## Diskografi
- Simon Steen-Andersen – Pretty Sound (2011, Da Capo)
- Øyvind Torvund – Neon Forest (2015, Simax/Aurora)

| Musikgruppe | Spire Denne artikel om en norsk musikgruppe er en spire som bør udbygges. Du er velkommen til at hjælpe Wikipedia ved at udvide den. |